# Elfriede Irrall
Elfriede Irrall (Bécs, 1938. február 18. – Bécs, 2018. február 26.) osztrák színésznő.

## Filmjei

### Mozifilmek
- Herr Puntila und sein Knecht Matti (1960)
- Das Geheimnis der schwarzen Koffer (1962)
- Die glücklichen Jahre der Thorwalds (1962)
- Hilfe, meine Braut klaut (1964)
- Die Wollands (1973)
- Die Kinder aus Nr. 67 (1980)
- Etwas wird sichtbar (1981)
- Der rote Strumpf (1981)
- Regentropfen (1981)
- Logik des Gefühls (1982)
- Nyúlvadászat (Hasenjagd) (1994)
- A szeretet adóssága (Die Schuld der Liebe) (1997)
- Hundert Jahre Brecht (1998)
- Der Vulkan (1999)
- Brecht utolsó nyara (Abschied - Brechts letzter Sommer) (2000)
- Éden (Eden) (2006)
- Kis hal (Kleine Fische) (2009)
- Zwischen den Zeilen (2011, rövidfilm)
- Ausatmen (2013, rövidfilm)
- Hannas schlafende Hunde (2016)

### Tv-filmek
- Die Spur der Leidenschaft (1961)
- Ende schlecht – Alles gut (1962)
- Tolles Geld (1964)
- Sechs Personen suchen einen Autor (1964)
- Die Sakramentskarosse (1965)
- Der Gärtner von Toulouse (1965)
- Doppelspiel (1965) (TV Movie)
- Krampus und Angelika (1965)
- Claire (1967)
- Abgründe (1967)
- Affäre Dreyfuss (1968)
- Madame Bovary (1968)
- Die Glasmenagerie (1969)
- Seltsames Zwischenspiel (1969)
- Die Sommerfrische (1969)
- Peer Gynt (1971)
- Lohn und Liebe (1974)
- Little Boy (1975)
- Sladek oder Die schwarze Armee (1976)
- Die Insel der Seligen (1976)
- Édeni történet (Eden End) (1977)
- Wilhelm Meisters Lehrjahre (1978)
- Mittags auf dem Roten Platz (1978)
- Lemminge (1979)
- Bellas Tod (1979)
- Variation - oder Daß es Utopien gibt, weiß ich selber! (1983)
- Lamorte (1997)
- Glatteis (1998)
- Die Liebe meines Lebens (2001)

### Tv-sorozatok
- Tetthely (Tatort) (1976, 2010, két epizódban)
- A felügyelő (Der Kommissar) (1974, egy epizódban)
- Familie Merian (1980)
- A vidéki doktor (Der Landarzt) (2003, egy epizódban)
- Die Landärztin (2005, egy epizódban)
- Alpesi nyomozók (SOKO Kitzbühel) (2012, egy epizódban)